# Гайцы, Тадеуш
Таде́уш Сте́фан Га́йцы (пол. Tadeusz Stefan Gajcy, псевдонимы: Ка́роль Топорни́цкий, Ян О́сцень 8 февраля 1922, Варшава — 16 августа 1944, Варшава) — польский поэт, второй после Бачиньского поэт своего обреченного поколения (так называемого «поколения Колумбов»).

## Биография
В подполье сдал экзамен на аттестат зрелости и обучался в подпольном Варшавском университете. Был одним из основателей и (после ареста и расстрела гитлеровцами Анджея Тшебинского) редактором известного в годы оккупации литературного альманаха Sztuka i Naród («Искусство и народ»), где публиковал свои стихи; писал также для журнала Kultura jutra («Культура завтрашнего дня»). Сотрудничал с отделом пропаганды Армии крайовой.
Как поэт дебютировал в 1942 году. Его стихи были близки поэтике польского «катастрофизма», тиртейской лирике, патриотизму.
Принял участие в Варшавском восстании, погиб 16 августа в районе Старе-Място (Старый город). После восстания был похоронен на кладбище Воинское Повонзки.
Переживания матери погибшего Гайцы описывает известная «Баллада» Чеслава Милоша.

## Прижизненные сборники
- Widma. Poemat, Warszawa 1943 (под псевдонимом Кароль Топорницкий).
- Grom Powszedni. Warszawa 1944 (под псевдонимом Кароль Топорницкий).

## Посмертные издания
- Utwory wybrane: wiersze, poematy, proza. Kraków: Wydawn. Literackie, 1968
- Pisma: juwenilia, przekłady, wiersze, poematy, dramat, krytyka i publicystyka literacka, varia. Kraków: Wydawn. Literackie, 1980

## Награды
- Командор ордена Возрождения Польши (2009, посмертно)[4].